# Sotapanna
Im Buddhismus bezeichnet Sotāpanna (Pali; Sanskrit Śrotāpanna) eine Person, die die ersten drei von insgesamt zehn Fesseln des Geistes (saṃyojana) überwunden hat. Im Deutschen wird es meistens mit „Stromeingetretener“ übersetzt, Stromeintritt heißt in Pali Sotāpatti. In der Bildersprache des Buddhismus ist Samsara das diesseitige (mit Leiden behaftete) Ufer, Nibbāna das jenseitige (leidfreie) Ufer und zum Erreichen des anderen Ufers (Nibbāna) ist das Überqueren eines Stromes notwendig. Stromeintritt bedeutet darin, dass jemand in den Strom der Erleuchtung eingetreten ist, d. h. der Weg zu Nibbāna ist für ihn nicht mehr umkehrbar. Sotāpatti ist die erste der vier Stufen der Heiligkeit.
Von einem Sotāpanna wird gesagt, er habe ein intuitives Verständnis für die Lehre des Buddha (Rechte Ansicht) und vollständiges Vertrauen in sie. Außerdem wird über Stromeingetretene gesagt, dass sich ihnen das „Auge des Dhamma“ (dhammacakkhu) geöffnet hat, weil in ihnen die unerschütterliche Erkenntnis gereift ist, dass „alles, was irgendwie entstanden ist, auch wieder untergehen muss“ (Nichtbeständigkeit).
Nach dem Theravada-Buddhismus können wir in der Zeit von 5000 Jahren nach dem Parinirvana Buddhas immer noch Sotāpanna oder sogar Arhat durch das Praktizieren von Satipatthana （Vipassana） erreichen. Satipatthana ist der einzige Ausweg.
Die drei Fesseln, die bei Sotāpatti vernichtet wurden, sind:
1. Persönlichkeitsglaube (sakkāya-diṭṭhi) – die Selbstsicht, eines der fünf Aggregate oder Zusammenhäufungen (Khandhas) sei ein permanentes Wesen, ein Atta; sich mit dem Begehren (Tanha) identifizieren.
2. Zweifel (vicikicchā) – an der Lehre Buddhas
3. Anhaften an Regeln und Riten (sīlabbata-parāmāso) – die Überzeugung, das Ausführen von Regeln und Riten sei ausreichend für die Befreiung.

Ein Sotāpanna ist sicher davor, in tiefere Daseinsbereiche zurückzufallen, er wird nicht als Tier, Hungergeist oder Höllenwesen wiedergeboren. Ein Sotāpanna muss höchstens noch sieben Wiedergeburten durchlaufen, bevor Nibbāna erreicht wird.
Wozu ein Sotāpanna nicht in der Lage ist, ist Folgendes:
1. irgendeine Gestaltung (saṅkhāra) für beständig halten,
2. irgendeine Gestaltung für angenehm halten,
3. irgendein Ding (Dhamma) für Selbst halten,
4. seine Mutter töten,
5. seinen Vater töten,
6. einen Arahat töten,
7. böswillig das Blut eines Buddha vergießen,
8. den Orden spalten,
9. einem anderen Lehrer als dem Buddha folgen.[5]

Im Pali-Kanon wird im Alagaddūpama Sutta des Majjhima-Nikaya ein Sotapanna folgendermaßen beschrieben:

„Ihr Bhikkhus, das Dhamma, das auf solche Weise von mir wohl verkündet wurde, ist klar, offen, ersichtlich und frei von Flickwerk. In diesem Dhamma, das auf solche Weise von mir wohl verkündet wurde, das klar, offen, ersichtlich und frei von Flickwerk ist, sind jene Bhikkhus, die drei Fesseln überwunden haben, alle Stromeingetretene, die nicht länger dem Verderben unterworfen sind, die auf dem Weg (zur Befreiung) sind, die der Erleuchtung entgegengehen.“